# 莫巴耶
莫巴耶（法語：Mouhamed Lamine Mbaye，直译：穆罕默德·拉明·姆巴耶，2001年1月1日—）為塞內加爾男子籃球運動員，現效力於P. LEAGUE+臺北富邦勇士。
莫巴耶來自塞內加爾達喀爾，在開始打籃球以前是踢跆拳道，跆拳道有黑帶水準，從2016年底改打籃球，隔年進入U16代表隊，2018年則是U18代表隊，2019年代表塞內加爾參加U19世青男籃賽，2019年9月莫巴耶前往美國發展。一開始莫巴耶替Aspire Basketball Academy出賽16場，場均貢獻11分、7籃板，隔學年改到Colorado Prep就讀，場均表現為21分、10籃板、3助攻、2.3阻攻、1.8抄截。
2022年8月國立政治大學在日本參加世界大學籃球系列賽（World University Basketball Series），莫巴耶於賽事中首度亮相。大專籃球聯賽菜鳥球季莫巴耶場均上場38分鐘，可挹注19.7分、11.2籃板、2.1火鍋、1.1抄截。112學年度莫巴耶擔任起政大雄鷹隊長，並率隊完成UBA四連霸，個人以場均26.5分的表現收下得分王。
2024年7月8日，莫巴耶頂替朱利安·博伊德加入中華白隊參加威廉瓊斯盃籃球賽。7月12日，莫巴耶在P. LEAGUE+新人選秀會第一輪第一順位被臺北富邦勇士相中，成為選秀狀元。8月7日，莫巴耶與臺北富邦勇士完成簽約。

## 外部連結
- 莫巴耶在fiba.basketball（英语）
- 莫巴耶在P. LEAGUE+
- 莫巴耶在Eurobasket.com（球員）（英语）
- 莫巴耶在RealGM（英语）
- 莫巴耶在Proballers（英语）
- 莫巴耶在Flashscore（英语）